# Jean-Paul Cloutier
Pour les articles homonymes, voir Cloutier.
Jean-Paul Cloutier, né le 8 septembre 1924 à Saint-Paul-de-Montminy et mort le 19 décembre 2010 à Québec, est un homme politique québécois. Il a été ministre de la Santé, de la Famille et du Bien-être social de 1966 à 1970 et député de Montmagny pour l'Union nationale de 1962 à 1973.

## Distinctions
- 2000 -  Membre de l'Ordre du Canada[2]